# 일리야 코발추크
일리야 발레리예비치 코발추크(러시아어: Илья́ Вале́рьевич Ковальчу́к, 1983년 4월 15일~)는 러시아의 전직 아이스하키 선수로 포지션은 레프트윙이다. 선수 시절에 내셔널 하키 리그(NHL)의 애틀랜타 스래셔스, 뉴저지 데블스, 로스앤젤레스 킹스, 카나디앵 드 몽레알, 워싱턴 캐피털스, 콘티넨탈 하키 리그(KHL)의 아크 바르스 카잔, 히미크 모스크바 오블라스티, SKA 상트페테르부르크, 아반가르트 옴스크, 스파르타크 모스크바 소속으로 활동했다.
스파르타크 모스크바 유소년팀에서 아이스하키 선수 생활을 시작한 그는 또래 선수들 보다 뛰어난 기량을 인정받으며, 16세때인 1999년에 비스샤야 리가에 편성된 스파르타크 성인팀 1군에 등록되었다. 이후에도 돋보이는 활약을 보이며 입단 2년차에 스파르타크의 러시아 슈퍼리그 복귀에 기여했다. 그 후 2001년 NHL 드래프트에서 전체 1순위로 애틀랜타 스래셔스에 지명받으며, 러시아인 선수로는 처음으로 1순위로 NHL의 지명을 받은 선수가 되었다. 그는 NHL 경력 대부분을 애틀랜타에서 보냈으며, 총 8시즌 동안 활약했다. 2010년에는 뉴저지 데블스로 트레이드 되었고, 2013년에는 미국 생활을 정리하고 다시 러시아로 돌아와 SKA 상트페테르부르크에 입단하여 2018년까지 활약했다. 이후 다시 NHL에 돌아와 2년간 로스앤젤레스 킹스, 카나디앵 드 몽레알, 워싱턴 캐피털스 소속으로 뛰었으며 2020년에 다시 KHL의 아반가르트 옴스크로 이적했다.
그는 NHL 정규 시즌 연장전 득점(15점) 역대 공동 4위, 경기당 평균 득점(.511) 역대 18위, NHL 역대 득점 순위 7위(러시아 선수로는 4위)를 기록했으며, NHL 올스타전에 총 3회 참가했다. 2004년에는 저롬 이긴라와 릭 내시와 함께 NHL 공동 득점왕에 오르며 모리스 "로켓" 리샤르 트로피를 수상했다. 그는 애틀랜타 스래셔스 역사상 가장 많은 골, 어시스트, 득점을 기록했으며, 뉴저지 데블스 소속 시절인 2011-12 시즌에는 자신 경력 유일하게 스탠리컵 결승에 올랐다. KHL에서는 올스타전에 4회 출전했고 SKA 상트페테르부르크 소속으로 2015년과 2017년에 가가린컵 우승을 차지했다.
국제 대회에서는 러시아 국가대표로 참가하고 있으며, 러시아 국가대표팀 최다 출전(179경기), 최다 골(50골), 최다 득점(107점)을 기록했다. 그는 올림픽 5회, 세계 선수권 대회 11회, 월드컵 1회, 세계 주니어 선수권 대회 1회, 세계 U-18 선수권 대회 2회 참가하였다. 그는 2002년 동계 올림픽에서 동메달, 2018년 동계 올림픽에서 금메달을 획득했으며, 세계 선수권 대회에서는 우승 2회(2008, 2009), 준우승 2회(2010, 2015, 동메달 획득 3회 달성했다. 또한 청소년 대표 시절에 세계 U-18 선수권 대회에서 금메달 1개(2001), 은메달 1개(2000)를 획득했다. 선수 개인으로는 2009년 세계 선수권 대회와 2018년 올림픽에서 MVP로 선정되었다.